# Gammaropsis insignis
Gammaropsis insignis is een vlokreeftensoort uit de familie van de Photidae. De wetenschappelijke naam van de soort is voor het eerst geldig gepubliceerd in 1925 door Charles Chilton.